# 秋田県道178号刈和野停車場線
秋田県道178号刈和野停車場線（あきたけんどう178ごう かりわのていしゃじょうせん）は、秋田県大仙市内を通る一般県道である。

## 概要
大仙市刈和野のJR東日本奥羽本線（秋田新幹線）刈和野駅から南方向に向かい、秋田県道10号本荘西仙北角館線に至る短距離路線である。

### 路線データ
- 路線延長：0.551 km[2]
- 実延長 : 0.551 km[2]
- 起点 : 秋田県大仙市刈和野字愛宕下109番3（刈和野駅）[3]北緯39度32分50.83秒 東経140度22分20.45秒
- 終点 : 秋田県大仙市刈和野字刈和野235番（秋田県道10号本荘西仙北角館線交点）[3]北緯39度32分32.7秒 東経140度22分20.2秒
- 未供用区間 : なし[2]

## 歴史
- 1959年（昭和34年）2月17日 - 秋田県道に認定される[3]。

## 路線状況

### 冬期閉鎖区間
- なし[4]

### 交通不能区間
- なし[5]

## 地理

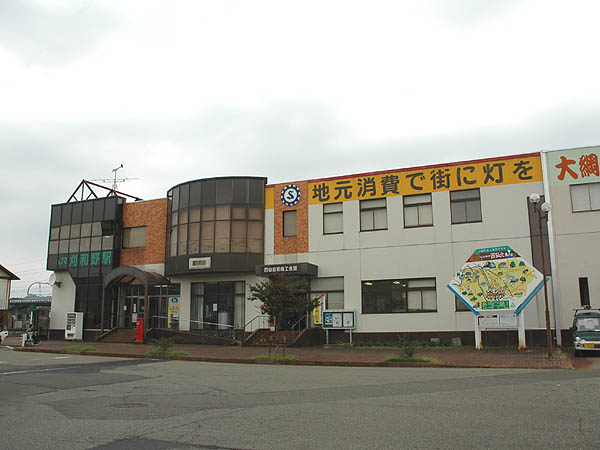
起点・刈和野駅

### 交差する道路
| 施設名       | 接続路線名                   | 備考 | 所在地               |
| ------------ | ---------------------------- | ---- | -------------------- |
| 〈刈和野駅〉 |                              | 起点 | 大仙市刈和野字愛宕下 |
|              | 秋田県道10号本荘西仙北角館線 | 終点 | 大仙市刈和野字刈和野 |

### 沿線の施設
- JR東日本 奥羽本線 刈和野駅
- 刈和野商工会館（駅舎併設）
- 刈和野郵便局（市道経由）
- 羽後信用金庫西仙北支店
- 大仙市役所西仙北総合支所（市道経由）
- 刈和野大綱引き会場